# Rivera de Huelva
La rivera de Huelva es un río del sur de España de la vertiente atlántica de Andalucía que discurre por el territorio de las provincias de Huelva y Sevilla. 

## Curso
Nace en la sierra de Aracena, concretamente en el término municipal de Fuenteheridos (provincia de Huelva), recorriendo parte de las provincias de Huelva y de Sevilla. Su cuenca incluye también un pequeño territorio de la Comarca de Tentudía, en el sur de Extremadura. Se abre paso mediante un amplio valle en Sierra Morena, que la divide en dos sectores: norte y sur. Discurre en sentido NO-SE recogiendo las aguas del río rivera de Cala, hasta desembocar en el río Guadalquivir por su margen derecha, en el término de La Algaba cerca de la ciudad de Sevilla. Sus aguas se utilizan principalmente para el abastecimiento de agua potable del Área metropolitana de Sevilla.
La poblaciones más importantes por las que discurre son Cortelazor, Corteconcepción, Puerto Moral, Zufre, El Ronquillo, Guillena, Torre de la Reina, Santiponce y La Algaba. 

## Embalses y afluentes
En su cauce se han construido el Embalse de Aracena, el Embalse de Zufre, el Embalse de La Minilla, el Embalse de El Gergal y el Contraembalse de Guillena. En su principal afluente, el Rivera de Cala, hay también un embalse, el Cala.
Otros afluentes notables son la rivera de Hinojales, la rivera de Montemayor y la rivera de Hierro.